# Huy chương Émile Picard
Huy chương Émile Picard (tiếng Pháp: Médaille Émile Picard) là một giải thưởng toán học của Viện Hàn lâm Khoa học Pháp, được trao mỗi 6 năm cho một nhà toán học xuất sắc, do Viện hàn lâm Khoa học Pháp chọn lựa.
Huy chương này do "Quỹ Émile Picard" được bà quả phụ của nhà toán học Émile Picard (1856 – 1941) lập ra năm 1943 – hai năm sau cái chết của ông - bảo trợ, và được trao lần đầu vào năm 1946.

## Những người đoạt huy chương
| Năm  | Người đoạt huy chương  |
| 1946 | Maurice Fréchet        |
| 1953 | Paul Lévy              |
| 1959 | Henri Cartan           |
| 1965 | Szolem Mandelbrojt     |
| 1971 | Jean-Pierre Serre      |
| 1977 | Alexandre Grothendieck |
| 1983 | André Néron            |
| 1989 | François Bruhat        |
| 1995 | Jean-Pierre Kahane     |
| 2001 | Jacques Dixmier        |
| 2007 | Louis Boutet de Monvel |
| 2012 | Luc Illusie            |